# Place de l'Indépendance (Quito)
La place de l'Indépendance, aussi appelée Plaza Grande, est la Plaza mayor de Quito, la capitale de l'Équateur. Elle fait fonction de point de référence pour l'altitude de la ville, à 2 818 mètres. Elle est bordée à l'ouest du palais Carondelet, au sud par la cathédrale de Quito, au nord par le palais archiépiscopal de Quito, et à l'est par le palais municipal de Quito.
Le quadrilatère formé par la place est délimité par les rues García  Moreno, Chile, Venezuela et Espejo. La plaza mayor fait 8 100 m2, soit 90 mètres de côté environ.